# 米歇尔·恩里克斯
米歇尔·恩里克斯（西班牙語：Michel Enríquez，1979年2月11日—），古巴棒球运动员。他曾代表古巴国家队参加2004年和2008年夏季奥林匹克运动会棒球比赛，获得一枚金牌和一枚银牌。